# 狼鱷獸屬

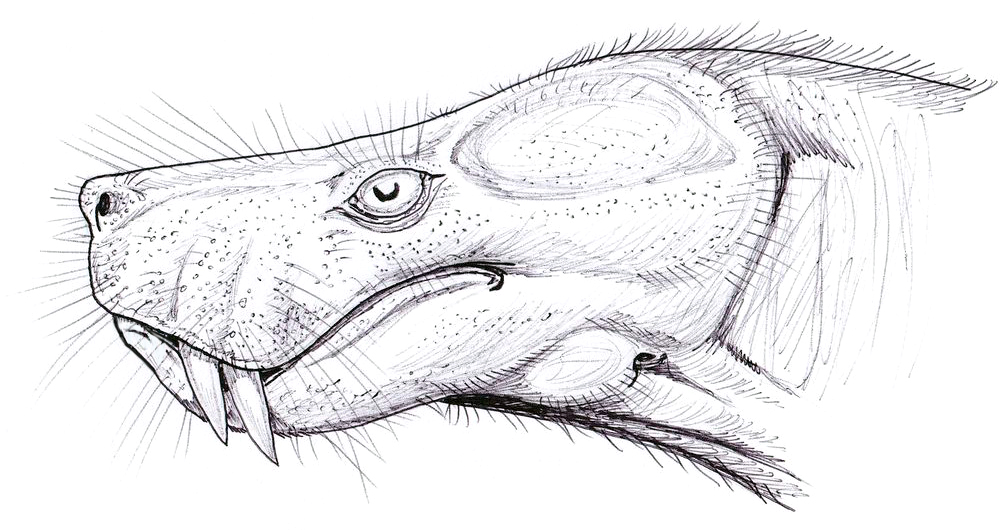
狼鱷獸的頭部重建圖

狼鱷獸屬（學名：Lycosuchus）意為「狼的鱷魚」，是已滅絕合弓綱的一屬，屬於獸孔目的獸頭亞目，生存於二疊紀中期的南非，約2億6500萬到2億6000萬年前。狼鱷獸是由古動物學家羅伯特·布魯姆（Robert Broom）在1903年敘述、命名。狼鱷獸是種中型掠食動物，頭顱骨長23公分，身長估計可達1.2公尺。

## 外部連結
- http://fossils.valdosta.edu/fossil_pages/fossils_per/t72.html （页面存档备份，存于） Cast of skull and jaw courtesy of the National Museum, Bloemfontein South Africa